# Millie Gibson
Amelia Eve Gibson, detta Millie (Tameside, 19 giugno 2004), è un'attrice britannica.
È nota per aver interpretato Indica Cave nella serie televisiva Jamie Johnson (2017-2018), Kelly Neelan nella soap opera Coronation Street (2019-2022), Ruby Sunday nella terza serie televisiva del franchise Doctor Who (2023-2025).

## Biografia
Nata e cresciuta nella Grande Manchester, ha cominciato a studiare recitazione presso la scuola dell'Oldham Theatre.
Nel 2017 ha esordito sul piccolo schermo nel ruolo di Indira nella serie televisiva Jamie Johnson, apparendo in tre stagioni. Dopo aver recitato come co-protagonista in Butterfly nel 2018, ha ottenuto la fama presso il pubblico britannico con la soap opera Coronation Street, in cui ha recitato in oltre duecento episodi, vincendo anche il British Soap Award per la sua interpretazione nel ruolo di Kelly Neelan.
Dal 2023 interpreta il personaggio di Ruby Sunday, compagna del Quindicesimo Dottore (Ncuti Gatwa), nella serie televisiva Doctor Who, dallo speciale televisivo natalizio The Church on Ruby Road, alla prima stagione, trasmessa nel 2024. Ricompare come guest-star anche nella stagione successiva, uscita nel 2025.

## Filmografia

### Televisione
- Love, Lies and Records - serie TV, episodio 1x03 (2017)
- Jamie Johnson - serie TV, 16 episodi (2017-2018)
- Butterfly, regia di Anthony Byrne - miniserie TV, 3 episodi (2018)
- Coronation Street - serie TV, 172 episodi (2019-2022)
- Doctor Who - serie TV, 13 episodi (2023-2025)
- Doctor Who: Tales of the TARDIS - serie TV, episodio 1x07 (2024)

### Videoclip
- The Gobling Song (2023)

## Radio
- Me Myself I - serie di podcast (2018)
- Doctor Who: New Series Adventures - serie di podcast (2024)

## Doppiatrici italiane
Nelle versioni in italiano delle opere in cui ha recitato, Millie Gibson è stata doppiata da: 
- Vittoria Bartolomei in Butterfly
- Beatrice Maruffa in Doctor Who